# Edward Anseele jr.
Edward Anseele jr. (* 21. März 1902 in Gent; † 28. Juni 1981 in Sint-Martens-Latem) war ein belgischer sozialistischer Politiker und Widerstandskämpfer.
Edward Anseele jr. wurde geboren als Sohn des belgischen Politikers Edward Anseele. Er studierte Bauingenieurwesen und wurde 1933 für die Belgische Arbeiterpartei in den Gemeinderat von Gent gewählt. Mehrfach wurde er zum Beigeordneten des Bürgermeisters gewählt. Am 24. Mai 1936 wurde er für die Arbeiterpartei Mitglied des Belgischen Parlaments.
Bereits im Spanischen Bürgerkrieg kämpfte Anseele in den Internationalen Brigaden gegen die Faschisten. Nach dem Einmarsch der Wehrmacht in Belgien 1940 half er ab 1941 mit, die von ihrem Vorsitzenden Henri de Man aufgelöste Belgischen Arbeiterpartei wieder zu reorganisieren. Zusammen mit Achille Van Acker und anderen gründete er illegale Parteibüros in Flandern sowie ab März 1942 auch in Brüssel und Wallonien. Nach der Befreiung Gents 1944 wurde er zum Bürgermeister der Stadt gewählt.
Von 1954 bis 1958 und erneut 1973 war er Minister für Verkehrswesen; von 1963 bis 1966 und erneut von 1968 bis 1973 Minister für das Kommunikationswesen. In der als Nachfolger der Belgischen Arbeiterpartei neu gegründeten Belgischen Sozialistischen Partei übernahm er leitende Funktionen; so war er von 1946 bis 1976 Vorsitzender der BSP-Föderation Gent-Eeklo, von 1954 bis 1958 stellvertretender Vorsitzender der Gesamtpartei und zeitweise auch Vorsitzender der BSP-Fraktion im Belgischen Parlament.

## Auszeichnungen
- 1970: Großes Goldenes Ehrenzeichen am Bande für Verdienste um die Republik Österreich[1]